# Maragwe
Maragwe ou “maharagwe”, ou ainda “maragwe oganda” é uma variedade de feijão. 
No Congo faz-se um doce com feijão chamado “doux maragwe”, em que se coze o feijão dos tipos “encarnado” ou “manteiga” com açúcar, leite-de-coco, cardamomo e canela.
Na África oriental, especificamente entre os suaílis, também se faz um doce chamado “sweet maragwe”, para além duma preparação não doce. O feijão doce é servido como sobremesa, depois do almoço ou jantar, enquanto que os “savory beans” são, por vezes, preparados para refeições especiais, ou consumidos ao pequeno-almoço com chapatis.
O “sweet maragwe” é feito da mesma forma que no Congo e com os mesmos ingredientes. Já os “savory beans” são preparados cozendo o feijão em lume brando e, quando quase cozido, junta-se cebola, tomate, pimentão verde e alho cortados, pó de caril e malagueta; a preparação pode ou não levar o leite-de-coco. 